# Alan Badel
Alan Badel (Rusholme, Manchester, 1923. szeptember 11. – Chichester, Sussex, 1982. március 19.) angol színész.

## Életpályája
1939–1941 között Londonban a Royal Academy of Dramatic Art (RADA) hallgatója volt. 1940-ben Oxfordban lépett első ízben színpadra, majd 1941-ben a Mercury Theatre-ben mutatkozott be a fővárosi közönség előtt. 1941-től filmezett Angliában és Hollywoodban is. A második világháború alatt Európában harcolt. A hadsereg társulatának (Army Play Unit) tagjaként Egyiptomban, valamint a Közel-Keleten is szerepelt (Othello címszerepe). Leszerelése után számos társulat, így a Birmingham Repertory, a Stratford-upon-Avon-i Memorial Thatre, az Old Vic művésze volt.

## Munkássága
Különösen Shakespeare-alakításai: III. Richard, Octavius, Lord Chamberlain, a Lear király bolondja, Romeo tették nevét hazájában ismertté. Kiváló drámai jellemábrázoló, nagy erejű, sajátos tehetségű karakterszínész volt. Magyarországon a Monte Christo grófja (1964) című tévésorozat romantikus hőseként vált népszerűvé. Felfogásában a bosszúállás megszállottja kelt életre élénk, de nem túlzó színekkel.

## Magánélete
1942–1982 között Yvonne Owen (1923–1990) színésznő volt a felesége. Egy lányuk született: Sarah Badel (1943) színésznő.

## Filmszerepei
- Salome (1953)
- Gyilkosság három szólamra (1955)
- Vanity Fair (1956–1957)
- ITV Play of the Week (1962–1965)
- Egy ember ára (1963)
- Elátkozottak gyermekei (1964)
- Arabeszk (1966)
- Monte Christo grófja (1964)
- BBC Play of the Month (1966–1982)
- Theatre 625 (1967–1968)
- Banditák hálójában (1968)
- Szerencsevadászok (1970)
- A Sakál napja (1973)
- Luther (1974)
- Telefon (1977)
- A medúza pillantása (1978)
- Navarone ágyúi 2. – Az új különítmény (1978)
- Hová tűnt Agatha Christie? (1979)
- A homokpart rejtélye (1979)
- A Sógun (tv-sorozat, 1980)